# Хосокава Тадатоси
Хосокава Тадатоси (細川 忠利?, 21 декабря 1586 — 26 апреля 1641) — крупный японский даймё периода Эдо.

## Биография
Третий сын Хосокава Тадаоки (1563—1646), 1-го даймё Кокура-хана (1602—1620). Его матерью была известная японская христианка Хосокава Грация (1563—1600), дочь Акэти Мицухидэ.
В 1620 году Хосокава Тадаоки отказался от власти в пользу своего третьего сына Тадатоси, который стал главой рода Хосокава (1620—1641) и 2-м даймё Кокура-хана (1620—1633).
В 1633 году Хосокава Тадатоси вместо Кокура-хана получил во владение от сёгуната крупный домен Кумамото-хан (провинция Хиго, остров Кюсю) с доходом 540000 коку риса.
Он изгнал всех христиан из своих владений и участвовал в подавлении крестьянского восстания на полуострове Симабара (1637—1638).
Был покровителем известного японского фехтовальщика Миямото Мусаси.
В апреле 1641 года 54-летний Хосокава Тадатоси скончался и был похоронен в своей резиденции Кумамото (современная префектура Кумамото). Ему наследовал старший сын Хосокава Мицунао (1619—1650), 2-й даймё Кумамото-хана (1641—1649).